# Spudaea pontica
Spudaea pontica là một loài bướm đêm trong họ Noctuidae.